# 2017년 베네수엘라 시위
2017년 베네수엘라 시위는 베네수엘라 전역에서 일어난 일련의 시위였다. 시위는 여러 야당 지도자들의 체포와 야당과 니콜라스 마두로 정부 간의 대화 취소 이후 2017년 1월에 시작되었다.
긴장이 계속되면서, 친정부 성향의 대법원(TSJ)이 야당이 장악한 국회를 해산하면서 3월 말 2017년 베네수엘라 헌법 위기가 시작되었고, 이 결정 이후 베네수엘라 전역에서 시위 강도가 크게 증가했다. 4월이 되자 시위는 위기로 인해 "2014년의 불안 물결 이후 가장 전투적인 양상"으로 커졌고 수십만 명의 베네수엘라 사람들이 그 달 내내, 그리고 5월까지 매일 시위를 벌였다. 7월 제헌 의회 선거를 막지 못한 후, 야당과 시위는 크게 추진력을 잃었다.

## 배경
우고 차베스 대통령의 사망 이후, 베네수엘라는 그의 후계자인 니콜라스 마두로 대통령 재임 기간 동안 차베스의 정책과 마두로의 정책 계승의 결과로 심각한 사회경제적 위기를 겪었다. 국가의 높은 도시 폭력 수준, 인플레이션, 그리고 엄격한 물가 통제와 같은 경제 정책에 기인한 기본재의 만성적인 부족으로 인해 베네수엘라의 시민 소요는 2014년~2017년 시위로 절정에 달했다.
시위는 수년간 이어졌으며, 당시 베네수엘라 국민들이 직면한 위기와 당국에 의한 진압 위협에 따라 다양한 강도로 시위가 발생했다.
볼리바르주의 정부에 대한 불만으로 인해, 2015년 총선 이후 야당은 1999년 이래 처음으로 국회에서 다수 의석을 차지하게 되었다. 그 선거의 결과로, 정부 관료들로 구성된 레임덕 국회는 대법원을 동맹으로 채웠다.
2016년 초반에 대법원은 2015년 총선에서 투표 불규칙성이 발생했다고 주장하며 4명의 의원직을 박탈하여, 니콜라스 마두로 대통령에게 이의를 제기할 수 있는 야당의 절대 다수 확보를 막았다. 그 후 대법원은 마두로가 수행한 여러 조치를 승인하고 그에게 더 많은 권한을 부여하기 시작했다.
수년간의 위기를 겪은 후, 베네수엘라 야당은 2016년 5월 2일 국립 선거 위원회(CNE)에 청원서를 제출하며 마두로 대통령에 대한 소환 국민 투표를 추진했다. 2016년 8월까지 마두로 대통령 소환 움직임은 CNE가 서명 수집의 2단계 날짜를 정하면서 진전되는 듯 보였다. 비록 일정을 빡빡하게 잡아 2017년까지 과정을 늘렸지만, 야당이 새로운 대통령 선거를 활성화하는 것은 불가능했다.
2016년 10월 21일, CNE는 예비 서명 수집이 예정되어 있던 며칠 전에 국민 투표를 중단시켰다.
CNE는 국민 투표 취소의 이유로 유권자 사기 의혹을 제기했다. 국제 관측통들은 이 조치를 비판하며, CNE의 결정이 마두로를 독재자처럼 보이게 했다고 언급했다.
국민 투표 운동이 취소된 며칠 후, 120만 명의 베네수엘라 국민들이 전국적으로 그 조치에 항의하며 마두로 대통령의 퇴진을 요구했다. 카라카스의 시위는 차분했지만, 다른 주에서의 시위는 시위대와 당국 간의 충돌을 초래하여 경찰관 1명이 사망하고 120명이 부상당했으며 147명이 체포되었다. 그날 야당은 마두로 대통령에게 2016년 11월 3일까지 선거를 실시할 것을 요구했으며, 야당 지도자 엔리케 카프릴레스는 "오늘 우리는 정부에 기한을 주고 있다. 나는 미라플로레스 궁전에 있는 겁쟁이에게 말한다 ... 11월 3일 베네수엘라 국민이 카라카스로 올 것이다. 우리는 미라플로레스로 갈 것이기 때문이다"라고 말했다.
며칠 후 2016년 11월 1일, 당시 국회의장이자 야당 지도자였던 헨리 라모스 아유프는 미라플로레스 대통령궁으로 향하는 11월 3일 행진을 취소한다고 발표했으며, 바티칸이 주도하는 야당과 정부 간의 대화가 시작되었다.
2016년 12월 7일까지 두 당사자 간의 대화는 중단되었고 두 달 후 2017년 1월 13일, 대화가 교착 상태에 빠지자 바티칸은 공식적으로 대화에서 철수했다.

## 타임라인
2017년 초 몇 달 동안의 시위는 진압에 대한 두려움 때문에 원래 훨씬 작았다. 2017년 첫 대규모 시위는 2017년 1월 23일에 수천 명의 베네수엘라 국민들이 참여하면서 발생했다. 그날의 시위 이후, 야당 지도자 엔리케 카프릴레스는 당분간 기습 시위만 발생할 것이라고 밝혔다.
그 다음 날, 수백 명의 베네수엘라 국민들만이 참여한 첫 번째 기습 시위가 열렸고, "지금 선거"라는 현수막을 들고 프란시스코 파하르도 고속도로를 양방향으로 막았으며, 베네수엘라 당국은 시위가 평화롭게 해산된 한 시간 후에야 대응할 수 있었다. 그 이후로는 다른 기습 시위는 없었다.

### 헌법 위기
2017년 3월 29일, 2017년 베네수엘라 헌법 위기가 시작되었으며, 베네수엘라 대법원(TSJ)이 야당 의원들의 면책 특권을 박탈하고 야당이 장악한 국회의 입법권을 행사하기 시작했다. 며칠 후 대법원은 4월 1일에 결정을 번복했지만, 야당은 사법적 조치가 여전히 "쿠데타"라고 주장했다. 헌법 위기 이후의 시위는 "2014년의 불안 물결 이후 가장 전투적인 양상"으로 커졌다. 몇 주 후인 2017년 4월 14일, 야당은 4월 19일에 "모든 주에서의 대행진 및 대규모 점거", 나중에 "모든 행진의 어머니"로 알려진 시위를 발표하며 카라카스를 "넘치게" 만들겠다고 밝혔다.

### 모든 행진의 어머니

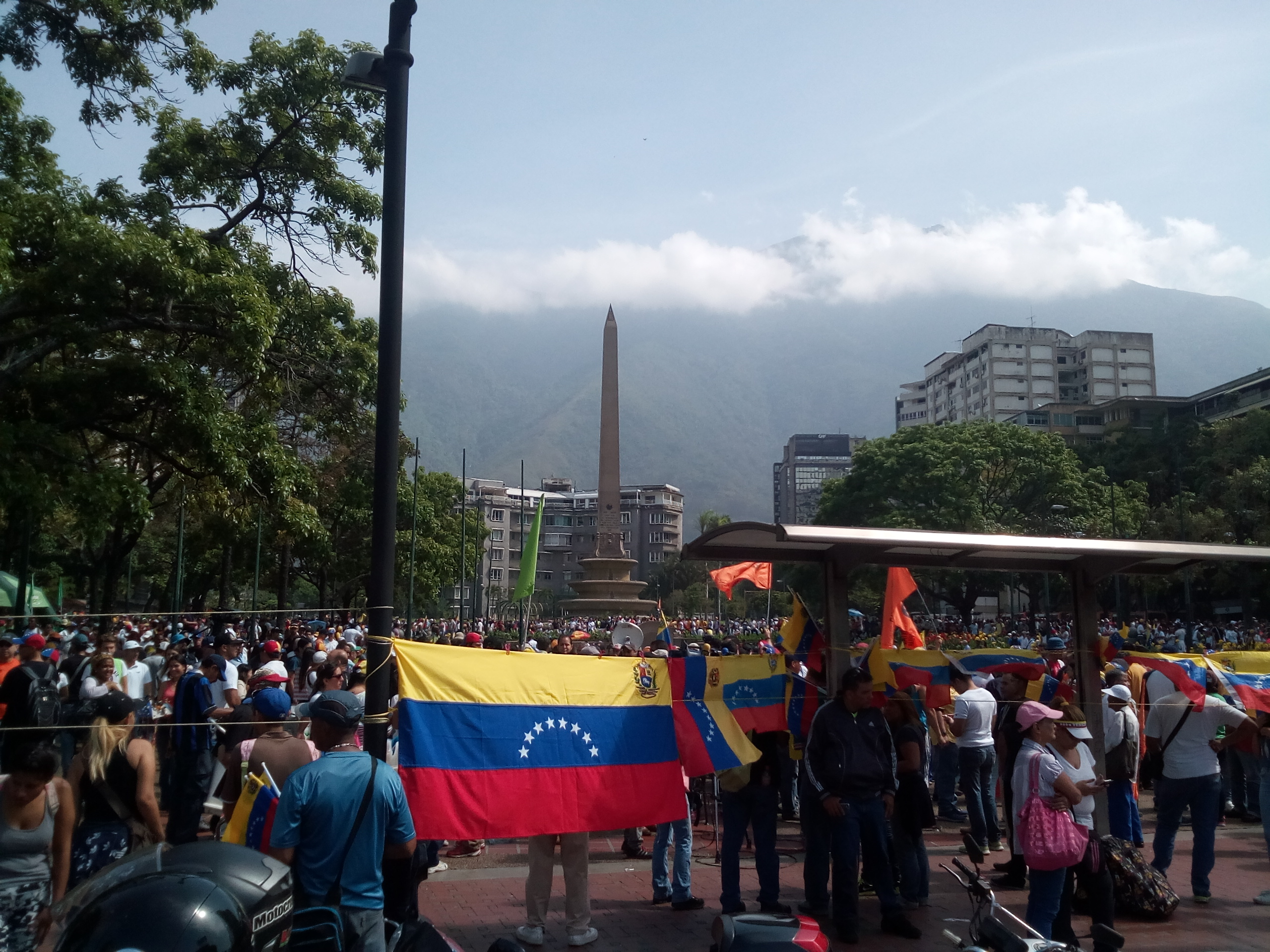
알타미라 광장, 모든 행진의 어머니의 집결 지점 중 하나.

2017년 4월 19일, 주최측이 "모든 시위의 어머니"라고 부른 시위가 발생했다. 그 날 시위대는 오전 10시 30분경 전국적으로 모이기 시작했으며, 카라카스에서는 옴부즈맨 사무실로 향하는 주요 행진을 위해 26개의 다른 경로가 있었다. 행진이 카라카스를 가로질러 진행되자 국가방위대는 오전 11시 50분경 경로를 차단하고 행진자들에게 최루제를 발사하기 시작했지만, 시위대는 무력 사용에도 불구하고 떠나기를 거부했다. 오후 12시 30분경, 야당과 친정부 베네수엘라 시위대가 카라카스의 대로를 가득 채웠다. 오후 12시 45분 직후, 벨로 몬테 근처 프란시스코 파하르도 고속도로의 시위대는 당국으로부터 한 시간 이상 최루탄을 맞은 후 지역을 벗어나기 위해 과이레강으로 뛰어들었다. 이 강은 하수 배수용으로 사용되며, 시위대는 가스를 피하기 위해 강으로 뛰어들었다. 오후 2시 10분경, 17세 소년이 시위 도중 머리에 총을 맞고 사망했다.

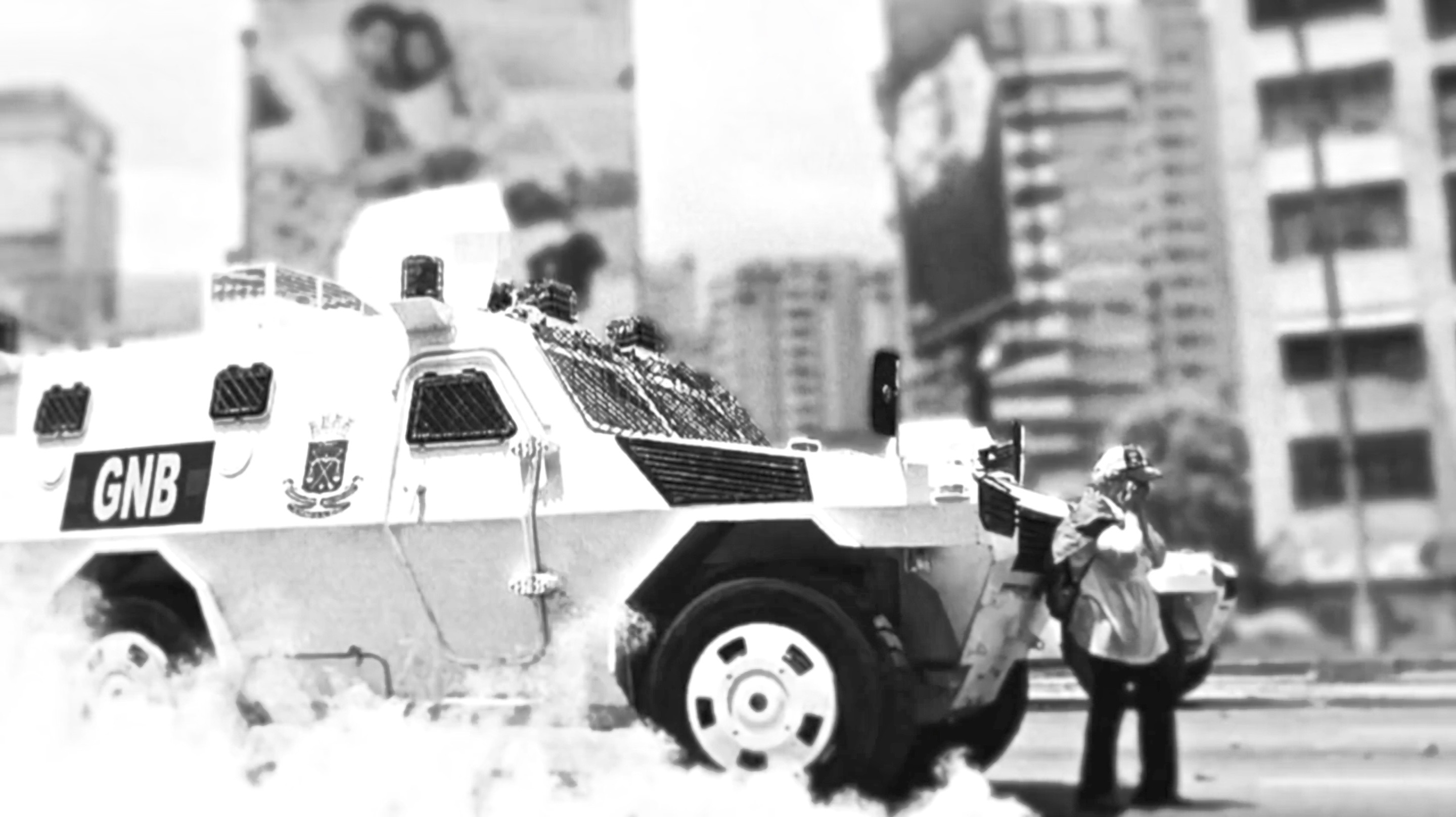
VN-4가 시위대를 진압하는 것을 막은 "탱크 우먼"

오후 4시 35분경, 친정부 준군사조직인 코렉티보가 시위 중이던 23세 여성 파올라 라미레스를 총으로 쏴 죽였다. 그날 저녁 늦게, 카라카스 남쪽에서 국가방위대원이 사망했는데, 이는 올해 시위에서 첫 번째로 사망한 당국자였으며, 그날의 사망자들로 인해 2017년 시위 사망자 수는 최소 8명으로 늘어났다. 오후 9시까지, 형사 포럼은 그날 하루 동안 521명의 베네수엘라 국민이 체포되었으며, 연초 이후 총 체포자 수가 1,000명을 넘었다고 밝혔다. 여러 언론 매체는 "수십만 명"이 참여했다고 보도했으며 중앙대학교 수학 교수 리카르도 리오스는 최소 120만 명이 시위에 참여했다고 추정했는데, 이는 베네수엘라 역사상 가장 큰 시위가 될 것이었다. 여론조사 기관 메가날리시스에 따르면, 카라카스에서만 250만 명의 베네수엘라 국민이 시위에 참여했으며, 전국적으로는 600만 명이 시위에 참여했다.

### 아메리카 국가 기구 탈퇴
정부는 2017년 4월 26일, 여러 회원국이 베네수엘라 위기를 논의하기 위한 특별 회의를 요구한 후, 2년간의 과정인 아메리카 국가 기구 탈퇴 노력을 시작했다.
같은 날 한 학생이 사망한 후, 옴부즈맨 타레크 사브의 아들 이브람 사브는 유튜브에 그날 밤 시위에 참여했으며 "그게 나일 수도 있었다!"라고 말하며 "국가 보안군의 잔혹한 탄압"이라고 비난하고 아버지에게 "아빠, 지금 아버지는 이 나라를 벼랑 끝으로 몰아넣은 불의를 끝낼 힘이 있습니다. 아들의 이름으로, 그리고 아버지가 봉사하는 베네수엘라의 이름으로 간곡히 청합니다. 상황을 성찰하고 해야 할 일을 하십시오"라고 간청하는 영상을 올렸다.

### 제헌 의회 제안
2017년 5월 1일, 수십만 명의 베네수엘라 국민들이 시위를 벌이며 자신들의 요구가 충족되도록 다양한 정부 건물로 행진을 시도했다. 경찰은 평화적인 행진에 폭력적으로 대응하며 최루탄을 발사했고, 국회의원 호세 올리바레스는 최루탄에 머리를 맞아 심한 출혈을 일으켰다. 마두로 대통령은 그날 늦게 국회를 공동체 국회로 교체하고 직접 선발한 제헌 의회 아래 새로운 헌법 초안을 작성할 계획을 발표했으며, 이는 현대에 세 번째였다.
마두로 대통령의 이 조치는 그가 공위시대 동안 권력을 유지할 수 있도록 할 것이며, 본질적으로 2018년 대통령 선거를 무효화할 것이었다. 헌법 과정은 최소 2년이 걸릴 것이기 때문이다. 로이터에 따르면, "마두로의 헌법 개정 요구는 ... 시위 운동에 활력을 불어넣었다."
수십만 명이 5월 3일 마두로 대통령의 헌법 개정안을 비난하며 행진했다. 시위대와 당국 간의 충돌로 300명 이상이 부상당하고 1명이 사망했다. 한 사건에서는 국가방위대 VN-4 장갑차가 국가방위대원 무리에게 달려드는 시위대를 들이받았다. 마두로 대통령이 국영 TV에서 춤을 추는 동안 근처에서 국가방위대원들이 시위대에게 최루탄을 사용하는 영상이 빠르게 퍼졌다. 로이터는 다시 "시위대를 들이받는 군용 차량의 이미지가 ... 더 큰 분노를 일으켰다"고 언급했으며, 시위는 계속되었다.
야당 관계자들은 5월 5일, 카라카스 중심부 상공에 있는 국회 행정 건물 측면에 "독재자 마두로"라고 쓰인 대형 현수막을 걸었다. 라 비야 델 로사리오 시민들은 고(故) 우고 차베스 대통령의 동상을 불태우고 파괴했는데, 이는 이라크에서 사담 후세인 동상이 파괴된 사건과 대중 시위 중에 동상이 전복된 다른 사례와 비교되었다.

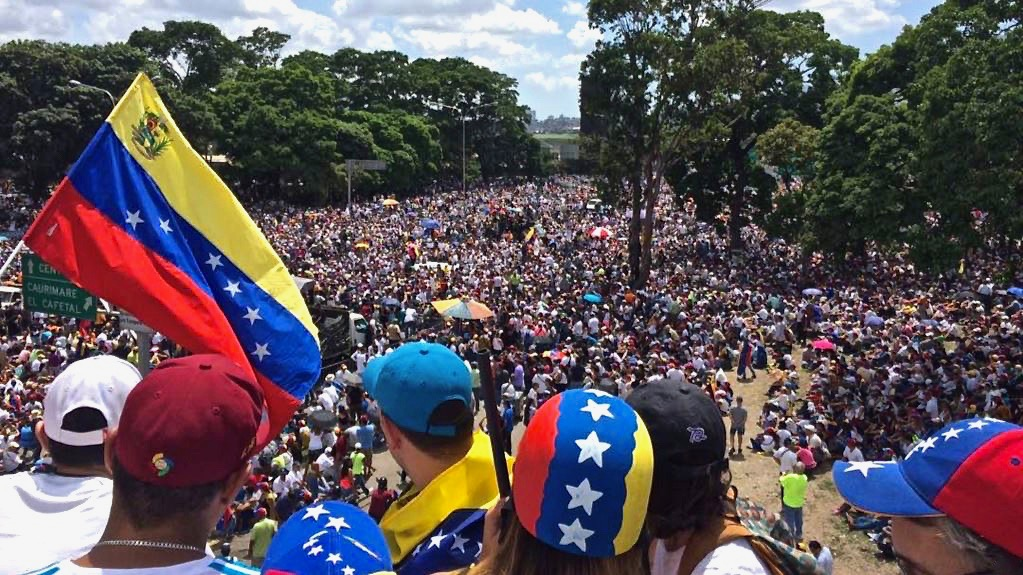
5월 20일 "우리는 수백만 명" 행진 중에 행진하는 수백만 명의 베네수엘라 국민들.

마두로 대통령은 5월 8일 "볼리바르 민족군 내에서 볼리바르 군사 혁명을 심화하기 위한 군사 구성" 계획을 발표하며, 군대가 군사와 민간인 간의 "연합을 강화"하기 위해 새로운 헌법 초안을 작성하는 데 도움을 줄 것을 요구했다. 2017년 5월 13일, 마두로 대통령은 공식 관보 제6,298호에 "전국적인 비상 및 경제 비상사태"를 선포하며, 마두로에게 더 많은 포고령 권한과 일부 헌법적 권리를 일시적으로 정지할 수 있는 권한을 부여할 가능성을 열었다.
연속 시위 50일째인 5월 20일, 수백만 명의 베네수엘라 국민들이 카라카스에서 "우리는 수백만 명" 행진에 참여하여 폭력적인 진압 종식과 즉각적인 선거를 요구했다. 그날 카라카스에서만 120명 이상이 부상당했으며, 트루히요주 발레라에서는 인근 경찰의 존재에도 불구하고 한 남성이 코렉티보 회원들에게 살해당했다.
같은 달, 투자은행인 골드만삭스는 베네수엘라 중앙은행으로부터 28억 달러 상당의 PDVSA 2022년 채권을 매입했다. 골드만삭스는 원래 성명에서 "상황이 복잡하고 변화하고 있으며 베네수엘라가 위기에 처해 있음을 인식한다. 우리는 그곳의 삶이 더 나아져야 한다는 데 동의하며, 부분적으로는 그렇게 될 것이라고 믿기 때문에 투자했다"고 밝혔다. 마두로에 반대하는 베네수엘라 정치인과 뉴욕 시위대는 은행이 정부 하의 인권 침해에 공모하고 있다고 비난하며, 이 거래가 정부가 식량 수입을 위한 외화를 빼앗아 베네수엘라의 기아를 부추길 것이라고 선언했고, 이 증권은 "기아 채권"이라는 별명을 얻었다. 국회는 이 거래를 "부도덕하고 불투명하며, 사회주의 정부의 반월스트리트 수사에 비추어 위선적"이라고 부르며 미국 의회에 조사를 요청하기로 투표했다. 은행 최고 경영자인 로이드 블랭크페인에게 보낸 공개 서한에서 국회 의장 훌리오 보르헤스는 "골드만삭스의 정권에 대한 재정적 지원은 이 나라의 정치적 변화를 평화롭게 요구하는 수십만 명의 베네수엘라 국민에 대한 잔혹한 탄압을 강화하는 데 사용될 것"이라고 말했다.

### 바리나스 폭동
시민들이 볼리바르 혁명의 저자에게 좌절감을 표출하는 것은 매우 상징적이다.
바리나스 주민들—니콜라스 마두로 대통령의 전임자인 고(故) 우고 차베스 대통령의 고향—은 마두로가 제안한 헌법 개정에 항의하며 하루를 시작했다. 5월 22일, 시위 중 국가방위대에 의해 살해된 것으로 알려진 요르만 알리 베르베시아와 존 알베르토 킨테로의 사망 이후, 바리나스 시민들은 폭동을 시작했다. 개인들은 주 기관과 집권 PSUV 당 건물을 공격하기 시작했으며, 여기에는 지역 CNE 사무실, 바리나스주 PSUV 본부, 그리고 유니폼과 총기가 도난당한 라 콘코르디아 경찰서가 포함되었다. 주민들은 나중에 고(故) 우고 차베스 대통령의 출생지로 관심을 돌려 그의 어린 시절 거주지를 불태웠다. 이 지역의 폭동으로 차베스 동상 5개도 파괴되었다. "볼리바르 혁명의 요람"에서의 혼란 속에서, 전 차베스주의자들은 정부 관련 물품을 모아 불태우고, 마두로 대통령을 "폭군"이라고 비난하며 그의 베네수엘라 지도자로서의 날들이 얼마 남지 않았다고 외쳤다. 그날이 끝나자 바리나스에서 50개 이상의 상점이 약탈당했으며, 추가 사망자가 기록되어 사망자 수는 6명으로 늘어났고 수백 명의 부상자가 발생했다는 보고가 있었다. 야당 지도자들은 바리나스 폭동이 그날 그들의 공식적인 베네수엘라 보건 의료 시위를 가려버리자 폭력을 비난했다.

### 헬리콥터 사건
우리는 절대 포기하지 않을 것이며, 투표로 할 수 없었던 것은 무기로 할 것이다. 무기로 조국을 해방할 것이다.
— 니콜라스 마두로, 

2017년 6월 27일, 마두로 대통령은 그의 정부가 실패할 경우 그와 그의 지지자들이 정부를 재건하기 위해 무력을 사용할 것이라고 밝혔다. 그날 오후, 베네수엘라 수사기관인 CICPC의 영화배우이자 수사관인 오스카르 페레즈가 소총으로 무장한 남성들을 이끌고 있는 영상이 공개되었다. 영상에서 페레즈는 "우리는 민족주의자, 애국자, 그리고 제도주의자입니다. 이 싸움은 다른 국가군대와 싸우는 것이 아니라 이 정부의 폭정에 맞선 싸움입니다"라고 말했다. 영상이 공개된 지 몇 시간 후, 페레즈는 CICPC 헬리콥터를 조종하여 대법원 상공을 비행하는 모습이 포착되었고, 헬리콥터 측면에는 "350 자유"라고 쓰인 현수막이 걸려 있었다. 이는 "베네수엘라 국민은 ... 민주적 가치, 원칙, 보장을 침해하거나 인권을 침해하는 어떠한 정권, 입법, 권위도 부인한다"고 명시된 헌법 제350조를 언급하는 것이었다. 헬리콥터가 대법원 근처에 있을 때, 그 지역에서 총성이 들렸다. 마두로 대통령은 군사 반란이 발생했다고 밝혔고, 야당 관계자들은 마두로가 자신의 정부와 제헌 의회에 반대하는 사람들을 탄압할 명분을 만들기 위해 이 행동을 연출했다고 말했다. 국가방위대는 국회를 습격하여 주로 야당 의원들로 구성된 입법부를 폭행했다.

### 2017년 베네수엘라 국민 투표
2017년 7월 5일, 국회는 베네수엘라 국민들이 제헌 의회 선거에 동의하는지, 군대가 국회를 인정해야 하는지, 아니면 즉각적인 총선거를 요구하는지 결정하기 위한 국민 투표 계획을 발표했다. 그날, 타레크 엘 아이사미 부통령은 정부 지지자들을 팔라시오 페데랄 레기슬라티보로 이끌었고, 그곳에서 국회는 나중에 코렉티보의 공격을 받았다.
며칠 후, 2017년 7월 16일 베네수엘라 국민 투표가 실시되었으며, 야당은 약 750만 명의 베네수엘라 국민이 이 과정에 참여했으며, 99% 이상이 제헌 의회에 반대하고 국회 인정을 요구하며 즉각적인 총선거를 요구했다고 밝혔다.

### 트란카소와 파업
국민투표 결과에 대한 정부의 거부 이후, 야당은 "제로 시간" 계획을 발표했다. 시민들이 도시 생활을 방해하기 위해 거리에서 대규모로 모이는 연좌 시위인 트란카소와 총파업 날짜를 정했다. 7월 18일부터 19일까지, 트란카소는 베네수엘라의 많은 도시의 거리를 폐쇄했다. 7월 20일, 수백만 명의 베네수엘라 국민이 24시간 총파업에 참여했다.

### 2017년 베네수엘라 제헌 의회 선거
야당의 노력에도 불구하고, 2017년 7월 30일 베네수엘라 제헌 의회 선거가 실시되었다. 선거 보이콧으로 인해 2017년 베네수엘라 제헌 의회에 선출된 대다수는 정부에 충성하는 사람들이었다. 40개 이상의 국가가 선거를 비난했으며, 베네수엘라가 독재로 변할 것이라는 우려를 제기했다.
국립 선거 위원회의 티비사이 루세나 위원장은 8,089,230명이 투표했으며 투표율은 41.53%라고 발표했지만 투표기 회사인 스마트매틱은 투표수가 최소 100만 표 조작되었다고 밝혔다 반면 로이터는 또한 CNE 내부 문서가 유출되어 투표 마감 30분 전까지 3,720,465표만 투표되었지만, 투표소는 추가로 한 시간 동안 개방되었다고 보도했다.

### 시위 운동의 환멸

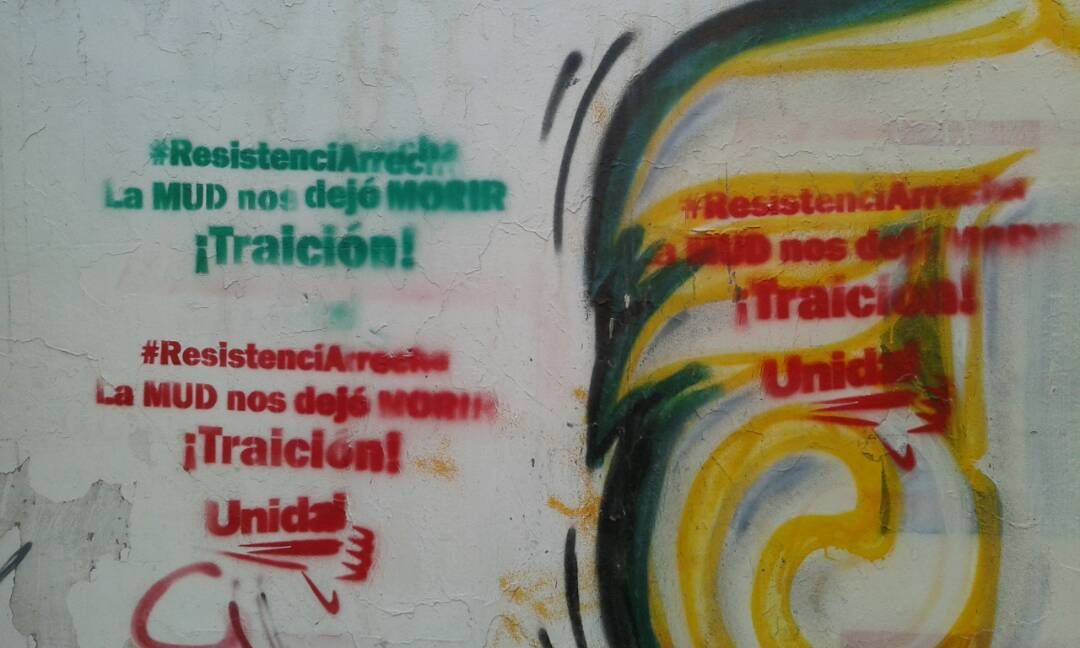
10월 5일 민주통일원탁에 대한 분노를 표현하는 낙서.

2017년 8월 6일, 도주 중인 후안 카과리파노 대장이 이끄는 "41대 여단" 소속 약 20명이 발렌시아 근처 파라마카이 군사 기지를 공격하여 시설에서 무기를 훔쳤고, 발렌시아의 많은 주민들은 반란을 지지하며 거리에서 "자유"를 외쳤다. 공격에 참여한 대부분의 구성원과 그들의 지도자는 며칠 후에 체포되었다.
8월 8일까지 야당이 소집한 전국적인 트란카소는 빠르게 해산되었고 참여율이 저조했다. 8월 12일에 조직된 행진에는 약 1,000명의 참가자만이 참여했으며, 많은 베네수엘라 국민들은 진압에 대한 두려움과 갈등하는 야당에 대한 분노, 그리고 야당의 지방선거 참여 결정에 대한 불만으로 시위 운동에 대한 흥미를 잃었다고 밝혔다.
2017년 베네수엘라 지방선거에서 야당이 23개 주지사직 중 5개만을 얻은 후, 야당 운동에 대한 환멸은 더욱 커졌으며, 특히 민주행동당에서 선출된 5명의 야당 주지사 중 4명이 해당 기관을 결코 인정하지 않겠다는 약속에도 불구하고 정부 주도의 전국 제헌 의회 아래서 취임하기로 결정한 후 더욱 심해졌다.

### 크리스마스 시위
크리스마스 직전과 직후에, 전국 각지의 베네수엘라 국민들이 50명 미만의 소규모 그룹으로 모여 식량과 휘발유 부족에 항의하기 시작했다. 전국적으로 많은 주유소들이 군인들을 동원하여 휘발유를 배급하는 상황에 처했다.

## 시위 폭력

### 사망자
| 주 및 지구                | 사망자 수 |
| ------------------------- | --------- |
| 아마소나스                | 0         |
| 틀:나라자료 Anzoátegui    | 4         |
| 틀:나라자료 Apure         | 0         |
| 틀:나라자료 Aragua        | 3         |
| 틀:나라자료 Barinas       | 10        |
| 틀:나라자료 Bolívar       | 3         |
| 수도 지구 (카라카스)      | 25        |
| 틀:나라자료 Carabobo      | 21        |
| 틀:나라자료 Cojedes       | 0         |
| 틀:나라자료 Delta Amacuro | 0         |
| 틀:나라자료 Falcón        | 0         |
| 틀:나라자료 Guárico       | 0         |
| 틀:나라자료 Lara          | 20        |
| 틀:나라자료 Mérida        | 17        |
| 틀:나라자료 Miranda       | 23        |
| 틀:나라자료 Monagas       | 0         |
| 틀:나라자료 Nueva Esparta | 0         |
| 틀:나라자료 Portuguesa    | 0         |
| 틀:나라자료 Sucre         | 2         |
| 틀:나라자료 Táchira       | 21        |
| 틀:나라자료 Trujillo      | 1         |
| 틀:나라자료 Vargas        | 1         |
| 틀:나라자료 Yaracuy       | 0         |
| 틀:나라자료 Zulia         | 14        |
| 총계                      | 163       |

#### 4월

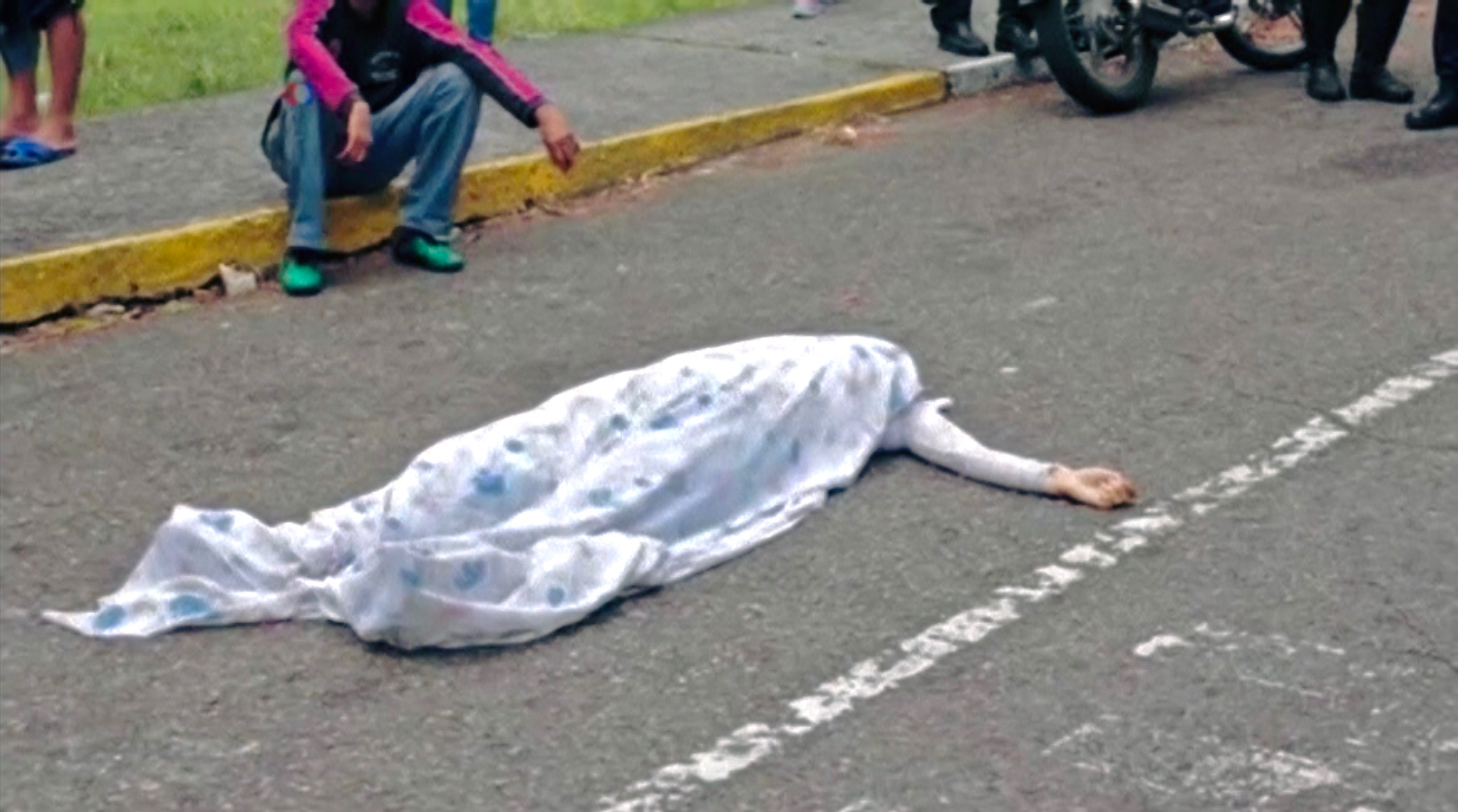
모든 행진의 어머니 기간 중 파올라 라미레스의 시신

시위 첫 달인 2017년 4월, 시위 관련 사건으로 33명의 베네수엘라 국민이 사망했다. 사망자의 상당수는 2017년 4월 20일에 발생했으며, 이날 저녁 카라카스에서 발생한 약탈 사건으로 인한 사망자 16명(감전사 13명, 총기 사망 3명)으로 기록되었다. 베네수엘라 당국은 그 달에 7명의 사망자를 추가로 발생시켰다. 이 중 5명은 총기 사망, 1명은 최루탄 통상 사망, 1명은 최루탄 질식사였으며, 시위대 진압을 위해 정부 보안군과 협력하는 코렉티보로 알려진 친정부 준군사 조직은 총기 사용으로 인한 6명의 사망자를 추가로 발생시켰다. 신원 미상의 개인에 의한 사망자는 총 4명으로, 총상 3명, 머리 부상 1명이었다.

#### 5월

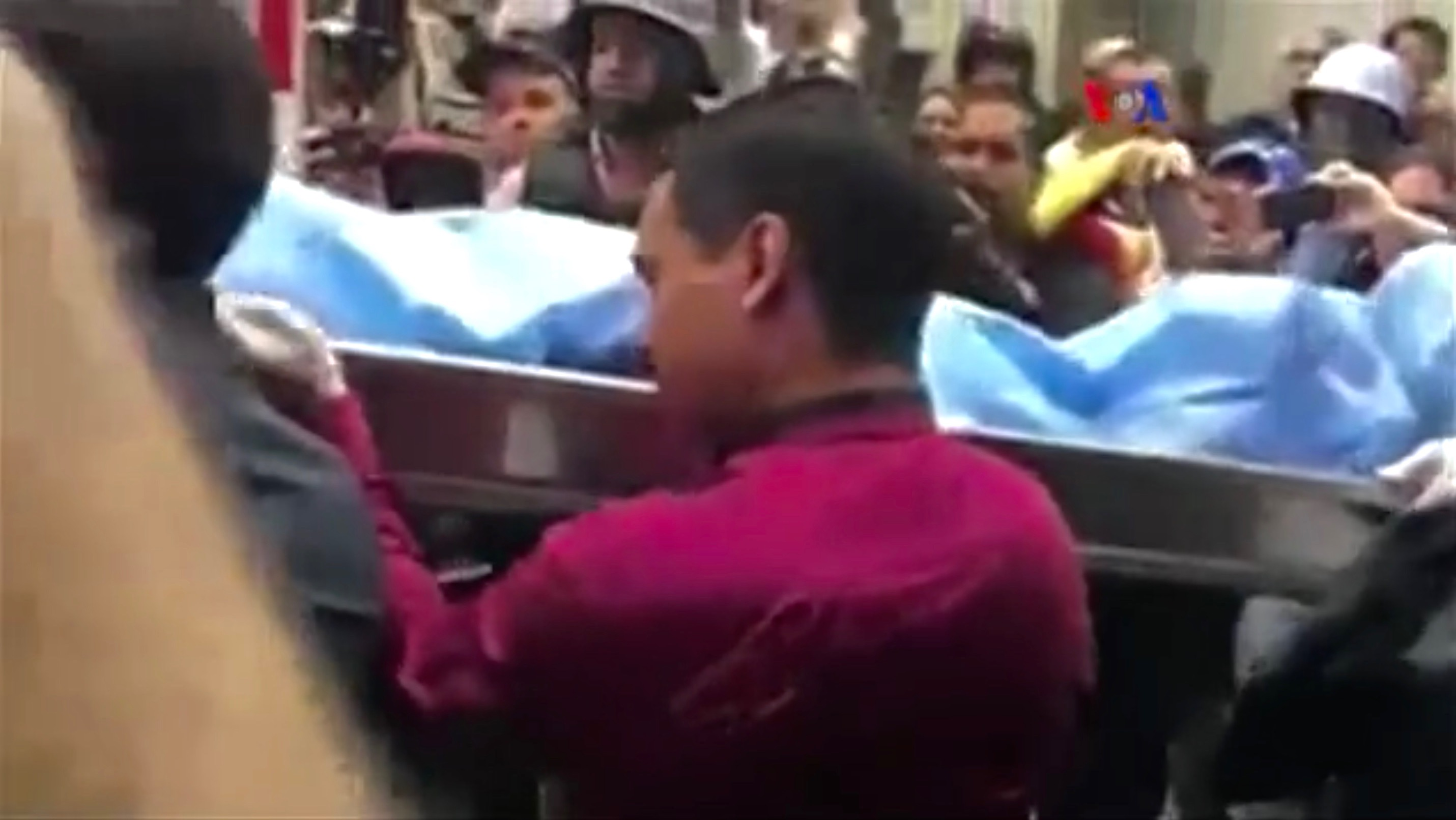
미겔 카스티요 브라초의 시신

5월 한 달 동안, 시위 근처에서 발생한 폭력으로 총 47명의 베네수엘라 국민이 사망했다. 신원 미상의 가해자들은 24명의 베네수엘라 국민의 사망 원인이 되었는데, 이 중 20명은 총상, 1명은 머리 부상, 2명은 감전, 1명은 불명확한 사망 원인이었다. 보안군은 16명의 사망자에 책임이 있었는데, 이들 16명 모두 총기 사용으로 인한 사망이었다. 코렉티보들은 2명을 살해했는데, 이들 모두 총기 사용으로 인한 사망이었다. 4명의 생명은 우발적인 사고로 인해 사라졌는데, 2명은 바리케이드와의 자동차 사고로, 2명은 차량에 치여 사망했다. 바리나스 시민들은 5월 말 이 지역에서 발생한 폭동 중에 국가방위대원 1명을 총으로 쏴 죽였다.

#### 6월

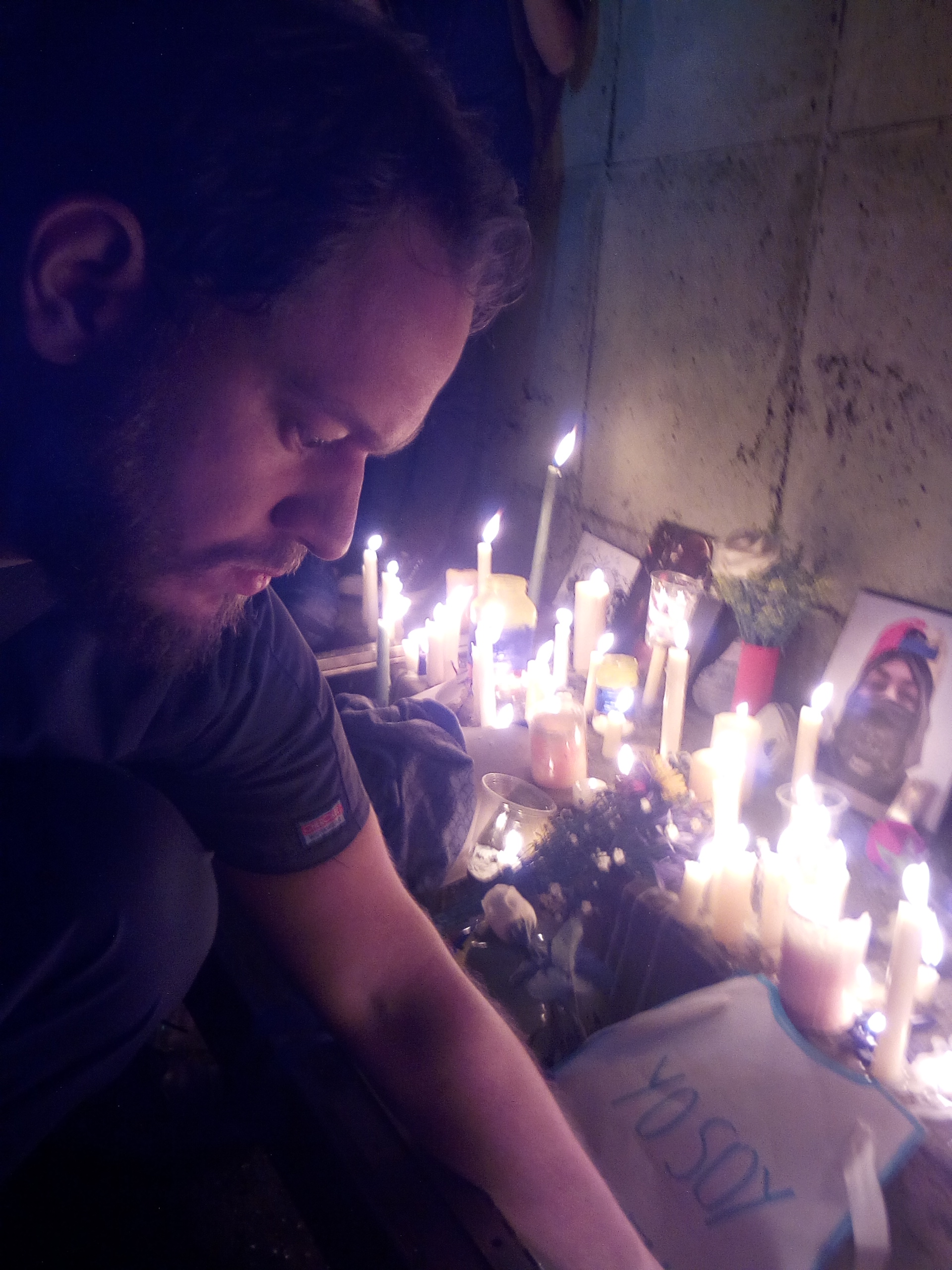
6월 8일 네오마르 랜더를 위한 제단에 있는 남자.

6월에는 시위 도중 총 25명의 베네수엘라 국민이 살해되었다. 15명의 사망자는 신원 미상의 개인에게, 3명은 코렉티보에 의한 총상으로, 3명은 민간인에게, 2명은 사고로, 2명은 베네수엘라 당국에 의한 총상으로 사망했다. 사망 원인은 총상 사건 17건, 차량에 치인 사건 5건, 최루가스 질식사 1건, 둔기 외상 1건, 린치 1건이었다. 2017년 6월 최루탄에 머리를 맞은 남성은 나중에 2018년 2월 13일에 사망했다.

#### 7월
7월 한 달 동안 시위가 2017년 베네수엘라 제헌 의회 선거로 절정에 달하면서 총 58명의 베네수엘라 국민이 사망했다. 7월 30일 선거 당일에만 10명이 폭력적인 충돌로 사망하여, 그 달의 사망자 중 큰 비중을 차지했다. 8월 6일 파라마카이 군사 기지 공격에서 사망한 사람들을 제외하면, 7월은 시위대가 사망한 마지막 달이었으며, 시위는 8월 중순에 소강 상태에 접어들었다.

#### 12월
2017년 시위 중 마지막 사망자는 크리스마스 이브에 발생했다. 18세 임산부가 돼지고기 부족에 대한 시위에 휘말려 현장에서 국가방위대원에 의해 총에 맞아 사망했으며, 그 군인은 나중에 체포되었다.

### 정부
국제앰네스티는 정부가 시위대에 대한 폭력적이고 치명적인 행위를 저지르기 위한 "계획적인 정책"을 유지하고 있다고 주장하며, "마두로 대통령 정부가 어떠한 비판도 무력화하기 위해 베네수엘라 국민에 대한 폭력과 불법적인 힘을 사용하는 계획적인 전략"이 있다고 밝혔다.

#### 고문 및 학대
인권 단체들은 베네수엘라 당국이 자백을 얻기 위해 무력을 사용했다고 밝혔다. 포로 페날은 "대부분의 구금자들은 체포된 후 판사에게 인계되기 전 임시 구금소로 이송되는 동안 구타당한다"며, "약탈 혐의로 체포된 40명 중 37명은 머리카락이 강제로 깎이기 전에 구타당했다고 보고했다"는 한 사례를 들었다. 다른 학대 사례로는 "15명은 풀과 배설물이 섞인 파스타를 강제로 먹어야 했다고 보고했다. 정권 관리들은 최루탄 가루를 코에 넣어 입을 벌리게 했다. 그런 다음 배설물이 섞인 파스타를 입에 쑤셔 넣고 삼키게 했다"고 밝혔다. 베네수엘라 정보기관인 SEBIN은 4월 16일 마두로 대통령으로부터 당국에 의해 고문당했다고 주장하는 개인들을 상대로 법적 조치를 취하라는 명령을 받았다.
야당의 대변인들이 이 공화국에서 결코 논의되지 않는 야만적인 행위와 부적절한 행위를 비난하는 것을 SEBIN에게 고소하도록 명령한다.
베네수엘라 주교회의의 정의평화위원회에 따르면, 많은 다른 학대 사례가 기록되었다. 한 예로, 알토스 미란디노스에서 한 여성이 국가방위대에 체포되어 구타당한 후, 세 명의 국가방위대원에게 소변을 맞고 강간 위협을 받았다.
| “ |  | ” |

6월 15일 성명에서 휴먼 라이츠 워치는 볼리바르 국가방위대 사령관 안토니오 호세 베나비데스 토레스 소장, 국방부 장관 겸 국군 전략작전사령관 블라디미르 파드리노 로페스 상장, 내무부 장관 네스토르 리베롤 소장, 볼리바르 국가경찰국장 카를로스 알프레도 페레스 암푸에다 장군, 국가정보국장 구스타보 곤살레스 로페스 소장, 군 검찰총장 시리아 베네로 데 게레로 대위 등 고위 정부 관리들이 시위 중 베네수엘라 보안군이 저지른 인권 침해 및 학대에 책임이 있다고 밝혔다. 베네수엘라 관리들은 당국의 행동을 칭찬하고 어떠한 잘못도 부인했다.

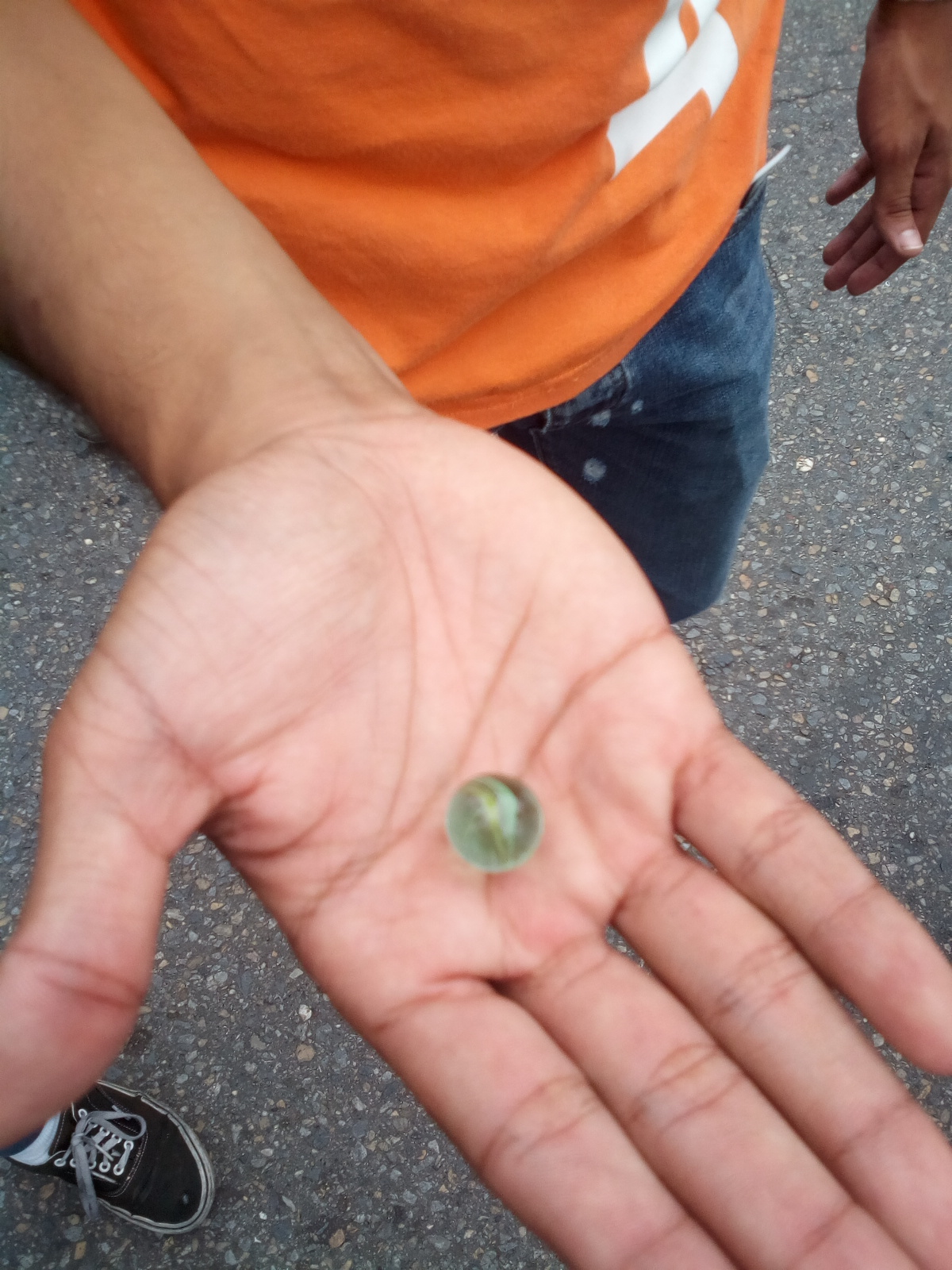
6월 7일 국가방위대에 의해 발사된 대리석.

유엔은 시위대에 대한 "광범위하고 체계적인 과도한 무력 사용"을 비난하며, 보안군과 친정부 단체가 최소 73명의 시위대 사망에 책임이 있다고 밝혔다. 유엔 인권 사무소는 "베네수엘라 시위대에 대한 광범위하고 체계적인 과도한 무력 사용 및 임의 구금의 그림"을 묘사했다. "목격자 증언에 따르면, 보안군, 주로 국가방위대, 국가경찰, 지방경찰은 시위대의 집회, 시위, 청원 제출을 막고 두려움을 심어주기 위해 체계적으로 불균형적인 무력을 사용했다"고 인권 사무소는 밝혔다.
체포된 시위대에 대한 성폭력도 보고되었다.

#### 주거 지역 급습
휴먼 라이츠 워치와 포로 페날의 보고서는 베네수엘라 보안군이 카라카스와 4개 주에서 최소 6건의 주거 지역 및 아파트 건물 급습 사건을 기록했는데, 이는 주로 주민들이 세운 바리케이드 근처에서 발생했다. 증언에 따르면, 공무원들은 영장 없이 주택에 침입하여 주민들의 개인 소지품과 음식을 훔치고, 그들을 구타하고 체포하기도 했다.

#### 최루탄 사용
베네수엘라 보건 관측소와 같은 단체들은 보건 센터와 병원뿐만 아니라 주택 및 주거 건물 근처에 최루탄이 직접 발사되거나 근처에서 발사되는 것을 비난했다. 유엔 인권최고대표사무소의 보고서는 비살상 무기가 불필요한 부상을 초래하기 위해 체계적으로 사용되었으며, 보안군이 짧은 거리에서 시위대를 향해 직접 최루탄을 발사했다고 명시했다.

#### 총기 사용
시위 중 사망한 대부분의 사람들은 총상으로 사망했으며, 많은 경우 베네수엘라 당국과 친정부 코렉티보의 진압으로 인해 발생했다. 6월 5일 시위 중, 베네수엘라의 엘리트 납치 방지 특수 부대인 CONAS 대원들이 카라카스 동부에서 CCCT 쇼핑몰 근처에 모인 시위대에게 실탄을 발사했다.

#### 화학 물질 사용
2017년, 국제앰네스티는 다시 한번 정부의 화학 물질 사용을 비난하며, 2017년 4월 8일 차카오에서 시위대를 진압하는 데 사용된 "붉은 가스"에 대한 우려를 표명하며, "국가 보안군이 야당 시위에 사용한 붉은 최루탄의 구성 요소에 대한 명확한 설명을" 요구했다. 전문가들은 당국이 사용하는 모든 최루탄은 원래 무색이어야 한다고 언급하며, 색상이 시위대를 자극하거나 "색칠"하여 쉽게 식별하고 체포할 수 있도록 추가될 수 있다고 지적했다.
2017년 4월 10일, 베네수엘라 경찰은 헬리콥터에서 시위대에게 최루탄을 발사했는데, 이는 민간 항공법 제141조에 의해 금지된 행위였다. 시위대는 고속으로 날아오는 탄에 맞지 않기 위해 도망쳤다.
시몬 볼리바르 대학교의 화학자이자 강사인 모니카 크라우터는 2014년 이후 수천 개의 최루탄을 연구했으며, 보안군이 유효 기간이 지난 최루탄을 발사했으며, 이는 "극히 위험한 사이안화물 산화물, 포스젠 및 질소로 분해된다"고 밝혔다.

### 시위대

#### 저항 운동

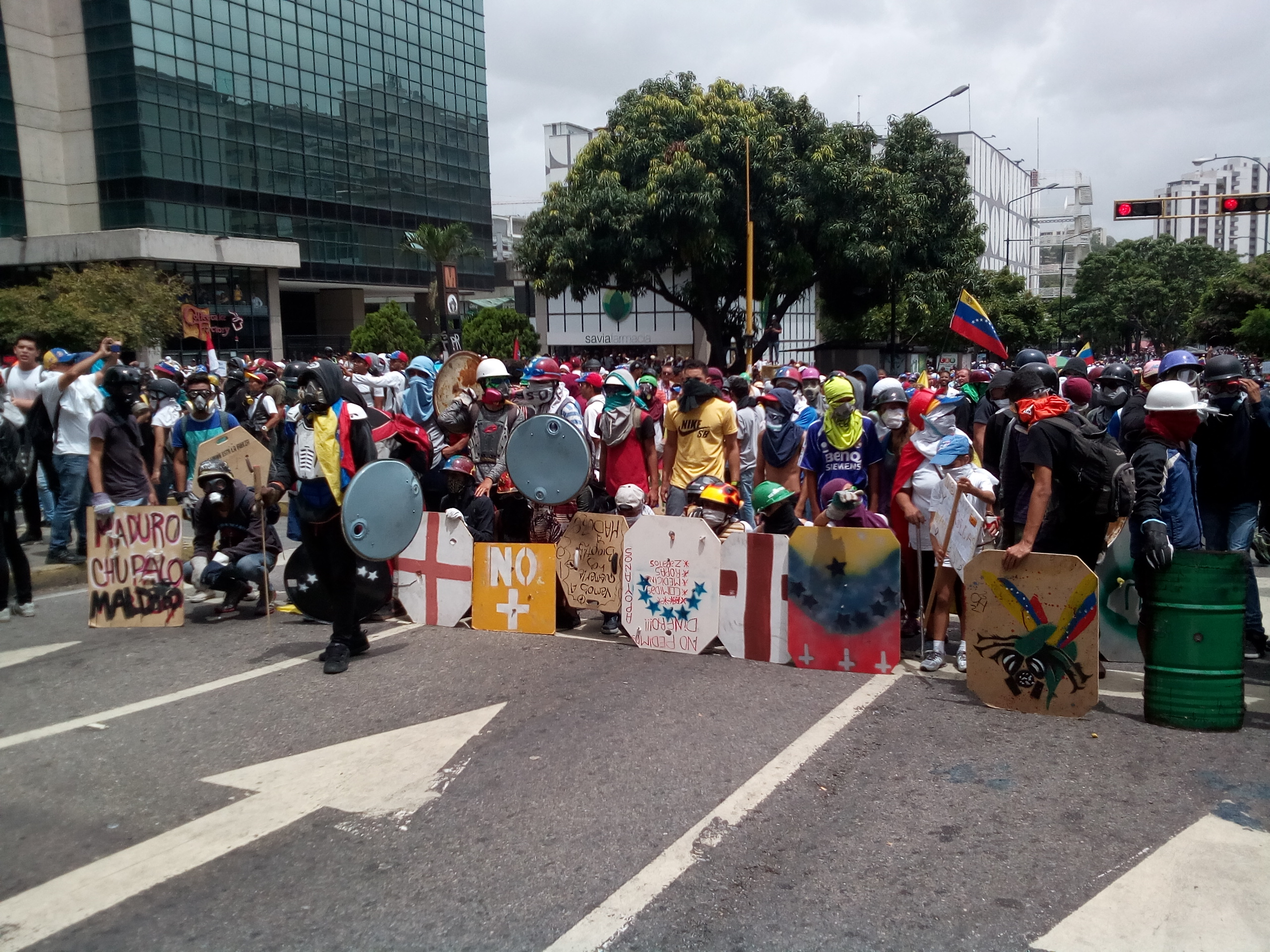
시위에서 방패를 든 에스쿠데로스

레시스텐시아(저항)라고 불리는 조직된 단체들은 베네수엘라 당국에 대한 대치 행위를 수행하며, 다른 시위대들을 접근하는 폭력적인 당국으로부터 방어한다고 주장한다. 일부 전 베네수엘라 당국자들은 레시스텐시아의 구성원이며, 이들에게 폭동 진압 대형 및 기타 정부 방법을 가르친다. 이 단체들은 정부 건물에 대한 공격을 부인한다.
일부 레시스텐시아 그룹은 다음과 같이 조직된다.
- 에스쿠데로스: 총알과 최루탄을 막기 위해 방패를 휘두르는 사람들
- 데볼베데로스: 최루탄 "반환자" 또는 방독면 소유자
- 화염병 무장 대원: 장갑차 접근을 막기 위함
- 라디오 관측자: 정부 위치와 탈출 계획을 통신함

## 법 집행

### 계획 사모라
슬프게도 이것이 전쟁의 시작입니다, 여러분... 그들은 개입이 정당화되는 시점까지 계속할 것입니다. 우리 자신을 속이지 맙시다. 슬프게도, 우리 세대가 이 갈등을 겪게 되었고, 우리는 우리 나라가 요구하는 정도까지 그것을 감당해야 합니다.
마두로 대통령은 4월 15일 2,000개 이상의 보안 검문소를 설치하라고 명령했으며, 이는 4월 19일 "메가 행진" 이전에 베네수엘라 전역에 설치될 예정이었고, 거의 20만 명의 베네수엘라 당국자가 참여할 것으로 예상되었다. 마침내 4월 18일, 마두로 대통령은 "계획 사모라"를 "승인"했으며, 이는 크게 비판받았던 계획 아빌라와 비교되었고, "국가의 안보를 위협하는 가능한 불리한 사건이나 외세 개입에 대응하기 위한 공동 전략 계획"으로 묘사되었다. 볼리바르 국가방위대 사령관 안토니오 베나비데스는 이 계획이 "정상적인 사회 활동에서 내부 또는 외부 소요 상태로의 전환을 수행하기 위한 인민의 통합"을 포함하며, 볼리바르 민간인에게 충격군으로 활동할 수 있는 권한을 부여한다고 밝혔다. 이 계획은 또한 국가가 계엄하에 시위대를 체포하고 민간인을 군사 재판소에 회부할 수 있는 권한을 부여했는데, 이는 인권 단체들로부터 큰 비판을 받았다. 군 당국을 공격한 혐의로 기소된 민간인들은 "반란" 혐의로 기소될 수 있으며, 군사 법원에서 약식 재판을 받을 수 있었다.

#### 저격수 사용

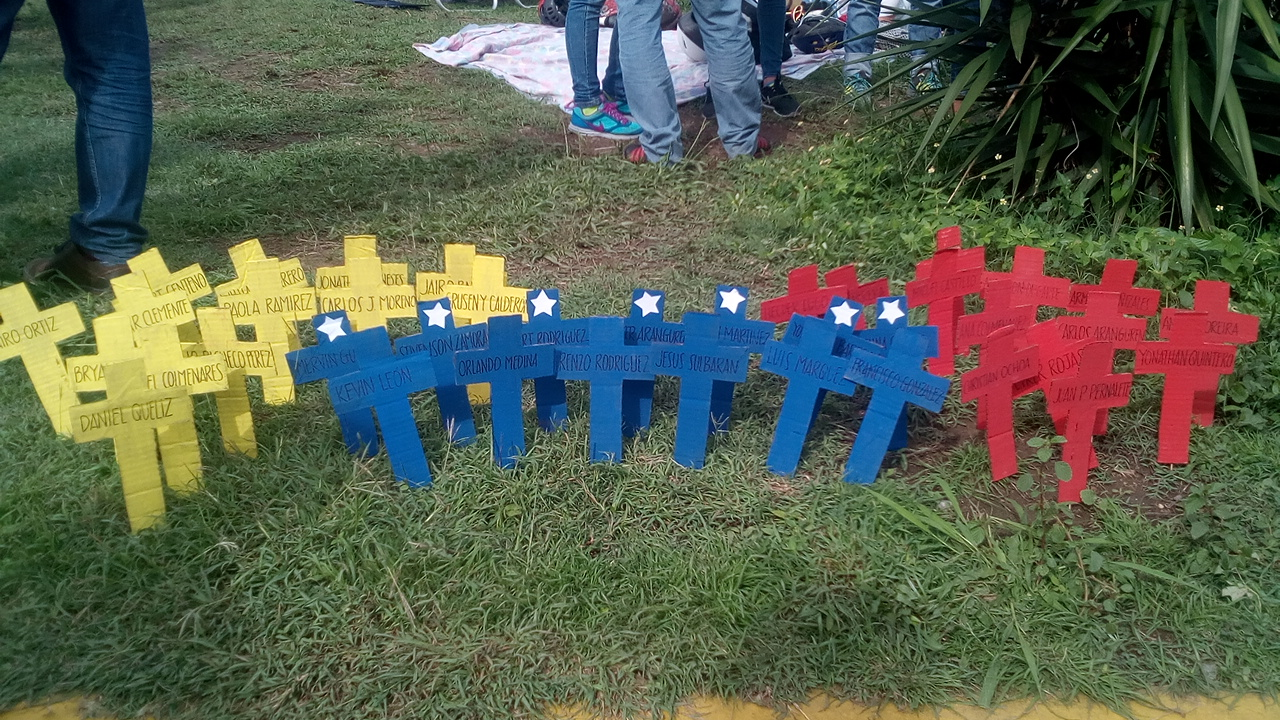
시위 중 사망한 사람들을 추모하는 베네수엘라 삼색 십자가.

4월 말, 모든 행진의 어머니 시위 며칠 후, 볼리바르 민족군 장군들이 바르키시메토에 모여 라라 사단장 호세 라파엘 토레알바 페레스가 주재하는 회의를 열었다. 이 회의에는 국가방위대의 에르난 엔리케 오메스 마차도 준장, 공군의 카를로스 엔리케 키하다 로하스 준장, 육군의 딜리오 라파엘 로드리게스 디아스 준장, 조엘 비센테 카넬론 준장 (육군), 그리고 이반 다리오 라라 랜더 준장 (육군)이 참석했다.
회의에서 토레알바는 시위대에게 저격수를 사용할 것을 제안하며, 저격수 후보는 충성도를 기준으로 선발해야 한다고 설명하며 장군들에게 "심리 및 적성 검사를 시작으로 저격수 역할을 할 수 있는 개인들과 함께 준비하라"고 말했다. 그는 또한 내전의 위험성을 설명하며 마두로 대통령이 "이미 여러 작전에 서명했으며 ... 우리는 지하 도시 전쟁의 시작에 있을 수 있다"고 밝혔다. 참석한 한 장군의 반대에도 불구하고, 토레알바는 저격수들이 시위대들을 거리에서 겁먹게 할 것이라고 주장하며 "우리만이 살아남을 것이다. 왜냐하면 ... 사람들이 시체들을 보기 시작하고 시체들이 나타나기 시작하면, 모든 사람들은 집에 머물기 시작할 것이다... 내 말을 기억하라, 군대가 이 문제를 해결해야 할 것이다"라고 말했다.
5월 22일, 엘 아티요 시에 위치한 베네수엘라 석유 교육 개발 센터 옥상에서 국가방위대 소속으로 추정되는 저격수들이 총격을 가했다는 보고가 있었다.

### 민간인 단체

#### 볼리바르 민병대와 코렉티보
2017년 2월 1일, 마두로 대통령은 볼리바르 민병대가 반시위 목표를 향하게 될 것이라고 발표하며, 그의 지지자들이 "영토 전역에 걸쳐, 특수 신속 행동 부대, 민병대의 특수 부대 ... 우리 조국을 난공불락으로 만들 것이다"라고 말했다.
모든 행진의 어머니 시위 이틀 전인 4월 17일, 마두로 대통령은 볼리바르 민병대를 50만 명의 충성스러운 베네수엘라 국민으로 확장할 것을 명령하며, 각자 소총으로 무장하고 2002년 베네수엘라 쿠데타 시도와 유사한 또 다른 사건을 막을 것을 요구했다.
정부에 충성하는 고위 PSUV 관리인 디오스다도 카베요는 4월 19일 야당의 "메가 행진"을 저지하기 위해 6만 명의 동력 코렉티보와 볼리바르 민병대가 "필요할 때까지" 카라카스 전역에 배치될 것이며, 그들의 행동을 "테러리즘"이라고 불렀다.
베네수엘라 사회 갈등 관측소는 2017년 4월 1일부터 2017년 7월 31일까지 코렉티보가 6,729건의 시위 중 최소 523건(약 8%)을 공격했으며, 코렉티보가 관련된 대부분의 시위에서 총상이 보고되었다고 밝혔다.

### 수입 금지
베네수엘라 정부는 5월 27일 응급 처치 키트, 방독면, 거즈, 안약, 방탄 조끼 등 다른 제품의 수입을 금지하며, 이 물품들이 테러리스트들에 의해 사용될 것이라고 밝혔다.

## 미디어

### 언론인 공격
시위 초기인 4월 12일, 언론인 보호 위원회는 언론인들에게 다음과 같은 권고를 발표했다.
| “ |  | ” |

CPJ는 공격을 피하는 방법, 최루탄에 대처하는 방법, 언론인에 대한 공격을 보고하기 위해 단체에 연락하는 방법에 대한 조언을 제공했다.
모든 행진의 어머니 시위 기간 중, 엘 나시오날 기자가 볼리바르 민족 경찰관에게 강도를 당했다. 다음 날, 4월 20일, 50명 이상의 정부 지지자들이 라 인디아 근처에서 세 명의 엘 나시오날 기자를 공격하여 막대기로 구타하고 돌과 병을 던졌다. 다른 기자는 그 공격을 영상으로 촬영했다.
5월 6일 여성 행진 도중, 기자들은 전국적으로 주 당국에 의해 공격을 받았다. 코헤데스 산 카를로스에서 알렉산더 올베라는 시위를 취재하던 중 국가방위대원에게 발로 차였다. 엘 피타소의 기자 예시카 수모사는 카라카스에서 장비를 강탈당했고, 아라과에서는 지방 경찰이 기자 가비 아길라르의 얼굴을 돌로 때렸다. 라디오 페 이 알레그리아의 알렉산더 메디나는 한편 아푸레주 산 페르난도에서 당국에 둘러싸여 기자를 린치하겠다는 위협을 받았다.
5월 8일 시위 중, 언론인에 대한 공격 보고가 19건 있었는데, 이 중 5건은 시위대가 기자들을 강탈하려 한 사건이었고, 나머지 15건은 베네수엘라 당국과 코렉티보와 관련된 사건이었다.
5월 10일, 전 주에 졸업한 27세 언론인 미겔 카스티요 브라초는 이미 구금된 상태에서 국가방위대원에 의해 가슴에 최루탄 통에 맞아 사망했다. 5월 18일, 스페인의 에우제니오 가르시아, 글로보비시온의 헤르미니아 로드리게스, 비보플레이넷의 안드리 링콘, 엘 나시오날의 케빈 빌라미사르 등 4명의 언론인이 국가방위대에 의해 공격당하고 장비를 강탈당했다.
5월 20일 시위 중 라 파티야의 그래픽 기자는 최루탄 통에 다리를 맞아 차카이토에서 부상을 입었다.

### 검열

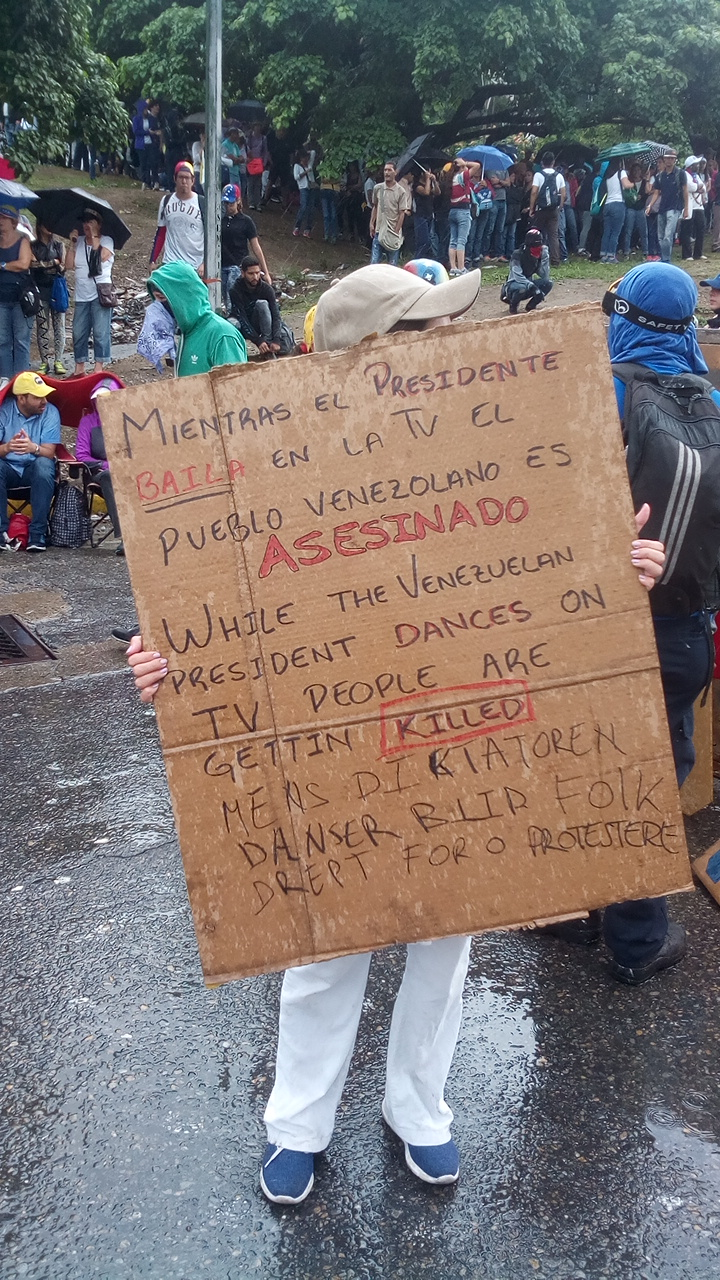
베네수엘라 언론 보도를 비판하는 표지.

2017년 2월 14일, 마두로 대통령은 CNN 에스파뇰이 베네수엘라 여권 및 비자 위조 의혹에 대한 조사를 방영한 지 며칠 만에 케이블 제공업체들에게 CNN 에스파뇰을 방송에서 내릴 것을 명령했다. 이 뉴스 보도는 베네수엘라 부통령 타레크 엘 아이사미가 헤즈볼라 테러 단체와 연루된 중동 출신 개인들에게 발급된 베네수엘라 여권 및 신분증 173건과 관련되어 있음을 밝히는 기밀 정보 문서를 공개했다.
4월 19일 모든 행진의 어머니 시위 기간 중, TN의 위성 신호는 시위를 생중계한 후 디렉TV에서 검열되었다. 콜롬비아의 엘 티엠포 또한 그날의 시위 중 베네수엘라에서 검열되었다. 그날 밤, 국립 통신 위원회는 스페인 채널 안테나 3을 케이블 사업자로부터 제거했는데, 이는 베네수엘라의 정치 위기를 다룰 것이라는 소문 때문이었다.

## 해킹

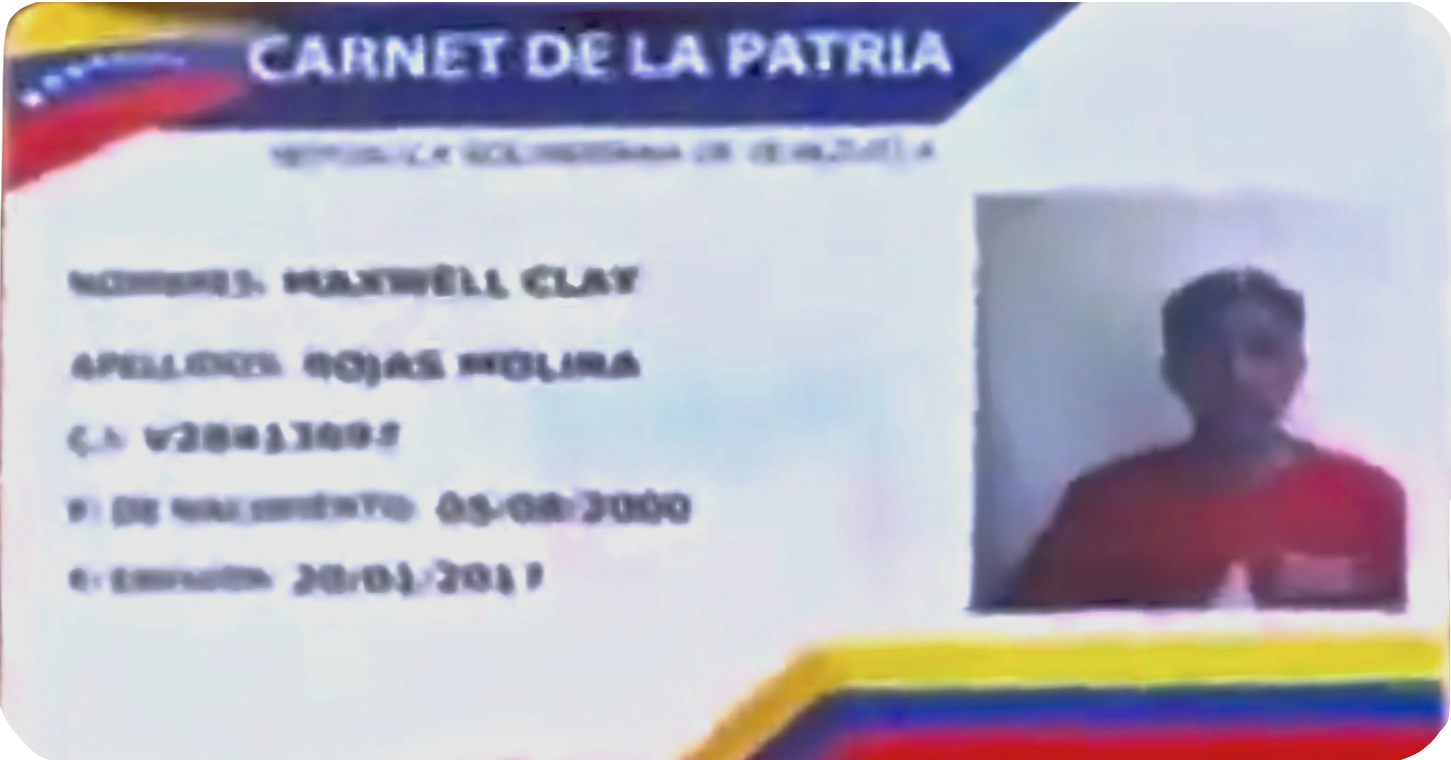
베네수엘라 국민들은 CLAP 식량을 받기 위해 정부 발행 카르넷 데 라 파트리아("조국" 신분증)가 필요하다.

2017년 5월 6일, 트위터 사용자 @yosoyjustin과 @ERHDP가 자신들을 TeamHDPP라고 칭하며 여러 베네수엘라 정부 기관 및 인터넷 포털을 침해하여 카르넷 데 라 파트리아 소지자의 정보를 해킹했다고 보도되었다. 해커 @yosoyjsutin은 이번 해킹이 "최근 베네수엘라 시위 중 사망한 모든 베네수엘라 국민을 위한 것"이며 "그들의 죽음은 헛되지 않을 것"이라고 밝혔다. 해킹된 정보에는 국가볼리바르경찰, CICPC, SEBIN, CONATEL 및 외무부를 포함한 정부 관리 및 당국자의 "신분, 전화번호, 이메일 계정, 트위터 및 주소 등 기타 개인 정보"가 포함되었다. 니콜라스 마두로 대통령, 그의 아내(영부인 실리아 플로레스), 인민권력 통신 정보부 장관 에르네스토 빌레가스, 디오스다도 카베요, 총리 델시 로드리게스, 해군 대장 카르멘 테레사 멜렌데스 리바스 및 기타 관리들의 카르넷 데 라 파트리아 계정도 취소되었다. 해커들은 "우리는 450개 이상의 PDF 파일과 천 페이지 이상의 그들의 대화를 가지고 있다"고 덧붙였다.
2017년 제헌 의회 선거 이후, 해커 그룹인 바이너리 가디언스는 여러 베네수엘라 정부 및 군사 웹사이트를 공격하여 반정부 메시지를 게시하고 군이 정부에 개입할 것을 요구했다.
8월 6일, MUD는 그들의 웹사이트가 두 번째로 해킹당했다고 비난했다. 웹사이트는 변조되어 미국 대통령 도널드 트럼프와 프랑스 정치인 장뤼크 멜랑숑이 베네수엘라의 불안정을 조장하는 국제 정책에 대해 연설하는 모습이 실렸다.

## 국제 반응
베네수엘라 국민과 활동가들은 베네수엘라 시민들에 비해 사치스러운 생활을 누리는 정부 관료와 그 가족들을 괴롭혔다. 베네수엘라 관료의 최고 수입은 연간 약 700달러였다. 그럼에도 불구하고 정부 관료의 가족들은 해외에 거주하며 심지어 해외 대학에 다니기도 했다.
호르헤 로드리게스 카라카스 시장이자 볼리바르 관료의 딸인 루시아 로드리게스는 외무장관 델시 로드리게스의 조카이기도 하며 호주 SAE 인스티튜트에 재학 중이다. 인권 운동가들은 그녀의 호주에서의 생활 방식을 비판했으며, 본다이 비치에서 칵테일을 마시던 로드리게스를 말로 공격하여 개인 경호원이 개입해야 했다. 차베스 시절 전 은행 장관이었던 에우헤니오 바스케스 오레야나도 도랄의 베네수엘라 빵집에서 식사하던 중 괴롭힘을 당했다. 5월 11일, 스페인의 베네수엘라 국민들은 스페인의 한 문화센터를 둘러싸 마리오 이세아 베네수엘라 대사가 떠나지 못하게 했고, 이세아 대사는 이 행위를 "납치"라고 불렀다. 마두로 대통령은 해외의 볼리바르 동조자들과의 언쟁을 나치의 유대인 박해에 비유하며 "우리는 21세기의 유대인이다"라고 말했다. 베네수엘라 이스라엘 협회 연맹은 마두로의 홀로코스트 비유를 비난하며 "인류 역사에서 6백만 명의 유대인, 그 중 1백5십만 명의 어린이들이 목숨을 잃은 그 사건은 유일무이하며 비교할 수 없다"고 밝혔고, 그의 비유가 "희생자들의 기억과 이 인류의 어두운 시기의 직접적인 희생자 모두를 모욕한다"고 덧붙였다.

## 대중문화에서
- 2018년 단편 영화 시몬은 베네수엘라 영화 감독 디에고 비센티니가 연출했으며, 시위 도중 베네수엘라를 탈출한 시위대에 대한 이야기이다.[160]
- 2023년 영화 시몬은 비센티니가 연출했으며, 시위 도중 구금되어 동료들과 함께 고문당하는 동명의 베네수엘라 시위대의 이야기를 다룬다.[161][162]

## 같이 보기
- 니콜라스 마두로에 대한 시위
- 라 살리다
- 2014년 베네수엘라 시위
- 2019년 베네수엘라 시위
- 21세기의 시위 목록